# Arraya de Oca
Arraya de Oca ist ein Ort und eine Gemeinde (municipio) mit 53 Einwohnern (Stand: 2024) im Osten der spanischen Provinz Burgos in der Autonomen Gemeinschaft Kastilien-León. Die Gemeinde gehört zur bevölkerungsarmen Region der Serranía Celtibérica.

## Lage und Klima
Der Ort Arraya de Oca liegt am Río Cerratón am Fuß der Montes de Ayago etwa 30 km (Fahrtstrecke) ostnordöstlich von Burgos in einer Höhe von ca. 925 m. Das Klima ist gemäßigt bis warm; Regen (ca. 678 mm/Jahr) fällt hauptsächlich im Winterhalbjahr.

## Bevölkerungsentwicklung
| Jahr      | 1970 | 1981 | 1991 | 2001 | 2011 | 2021 |
| Einwohner | 90   | 52   | 55   | 53   | 56   | 46   |

## Sehenswürdigkeiten
- Kirche Unserer Lieben Frau (Iglesia de Nuestra Señora)